# Балабас
Балаба́с — традиционный белорусский массовый народный танец. Размер 2/4, темп быстрый. Исполняется вместе с пением шуточных припевок.
Люди кажут-говорят,

Что я замуж не пойду.

Ох, посажу василёчек

У вишнёвом саду!

Ой, василька моя,

И Василька при мне:

Лихо его батька знает,

Понравился он мне.
Оригинальный текст (бел.)Людзі кажуць і гавораць,

Што я замуж не пайду.

Ох, пасаджу васіленьку

У вішнёвым саду!

Ой, васілька мая,

I Васілько пры мне:

Ліхо яго бацька знае,

Спадабаўся ён мне.

Зафиксирован Михаилом Федеровским в конце XIX века в Волковысском уезде Гродненской губернии как «местный» танец.